# Dacia (automobilka)

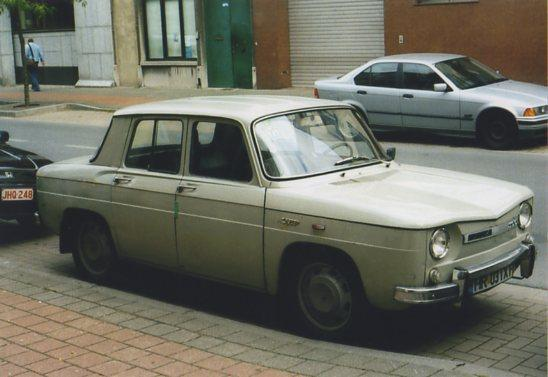
Dacia 1100

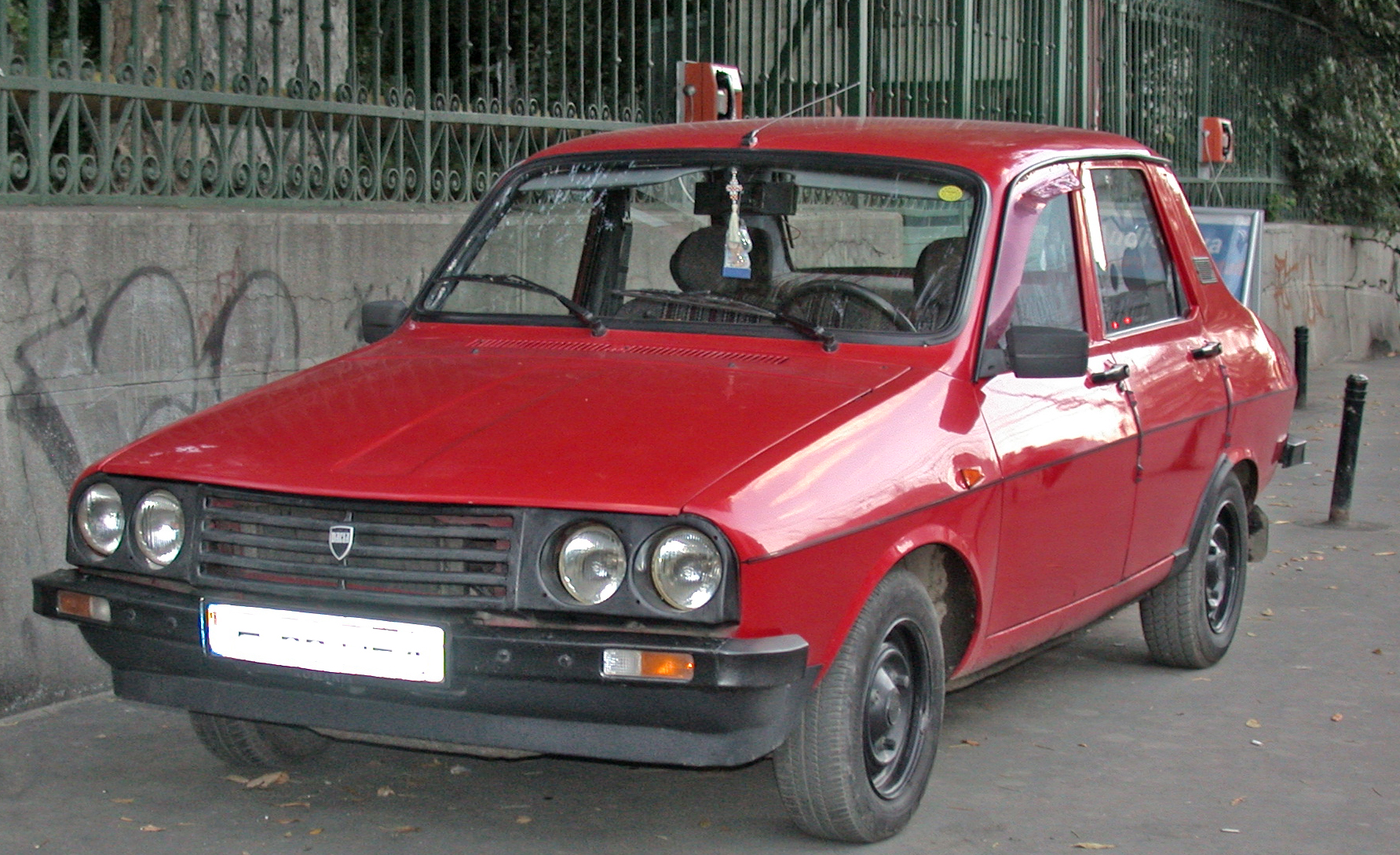
Dacia 1310

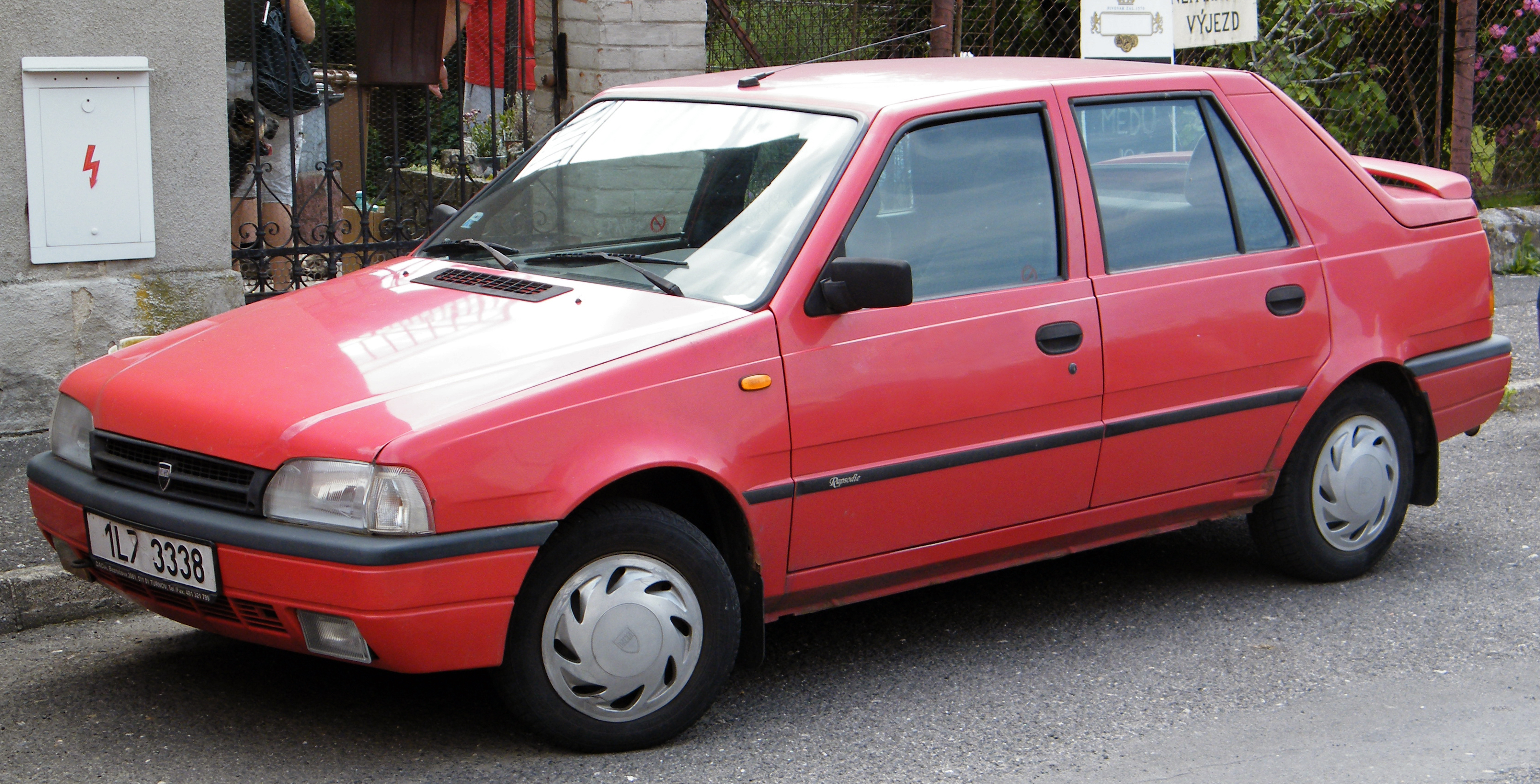
Dacia SuperNova

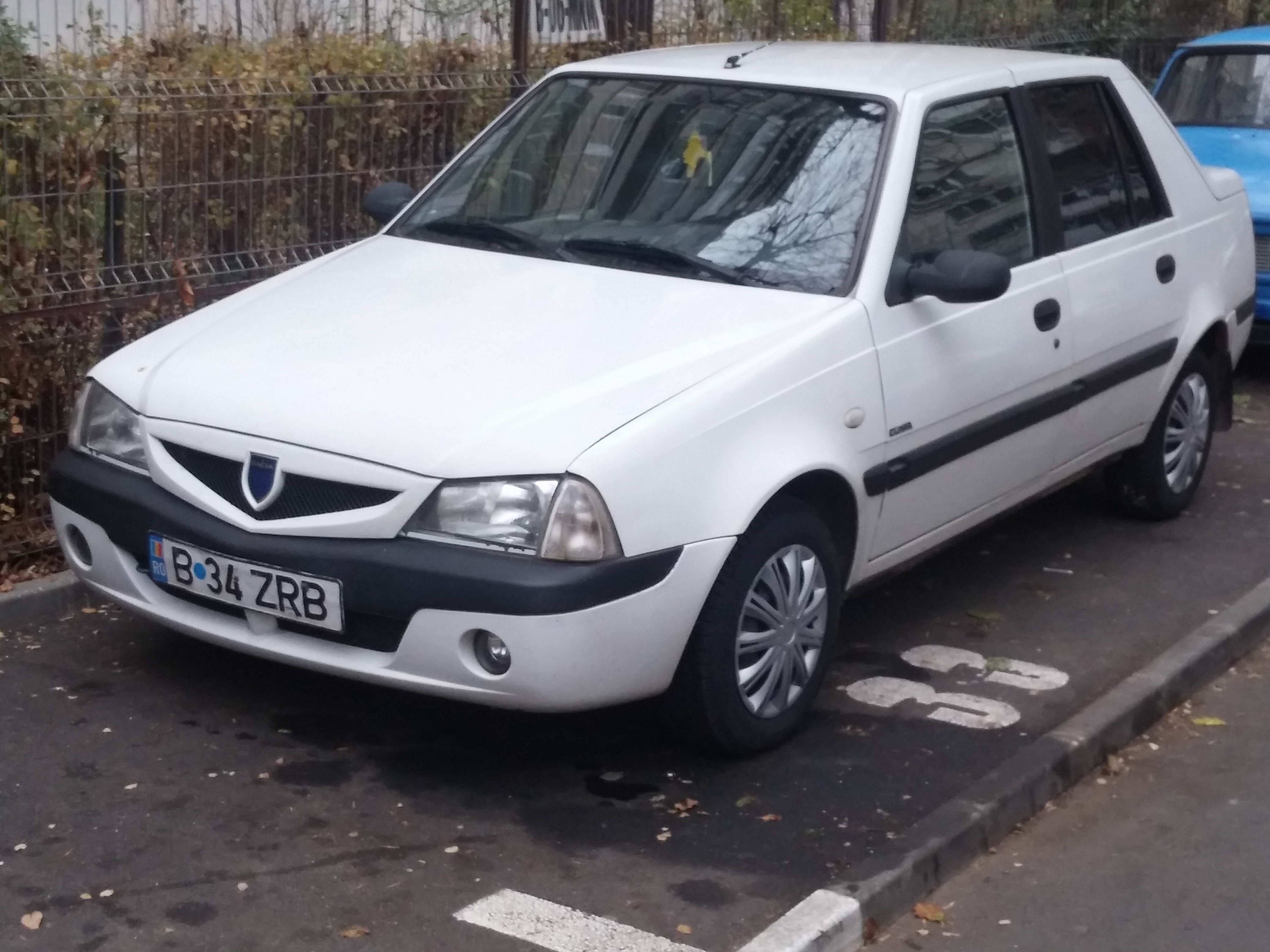
Dacia Solenza

Dacia je rumunská automobilka; v září 1999 ji koupila společnost Renault. Název je odvozen od antického státu Dácie.

## Historie
Společnost Dacia byla založena v roce 1966. Hlavní závod automobilky je v Colibași (dnes Mioveni, poblíž města Pitești), byla postavena dva roky po založení (1968), výrobní areál má dlouholetou tradici, během II. světové války sloužil areál pro výrobu vojenských letadel. Automobilka získala licence na výrobu Renaultu 8 a tento upravený vůz vyráběla pod jménem Dacia 1100. Dacia 1300 vyráběná v letech 1968–2006 byla pak kopií Renaultu 12, Dacia 2000 byla kopií Renaultu 20 a Dacia D6 byla kopií Renaultu Estafette. Novější automobily byly navrženy samostatně. V roce 1999 rumunská vláda prodala Dacii francouzskému výrobci automobilů Renault. Podle příjmů je to největší rumunská společnost a největší vývozce, v roce 2019 společnost prodala 736 654 vozů.

## Modely
Automobily v nabídce značky k listopadu 2021.
- Dacia Sandero (od 2008) – malý automobil
- Dacia Logan (od 2004) – nižší střední třída
- Dacia Duster (2010) – kompaktní SUV
- Dacia Lodgy (2012) – kompaktní MPV
- Dacia Jogger (2022) – MPV
- Dacia Dokker (2012) – VAN

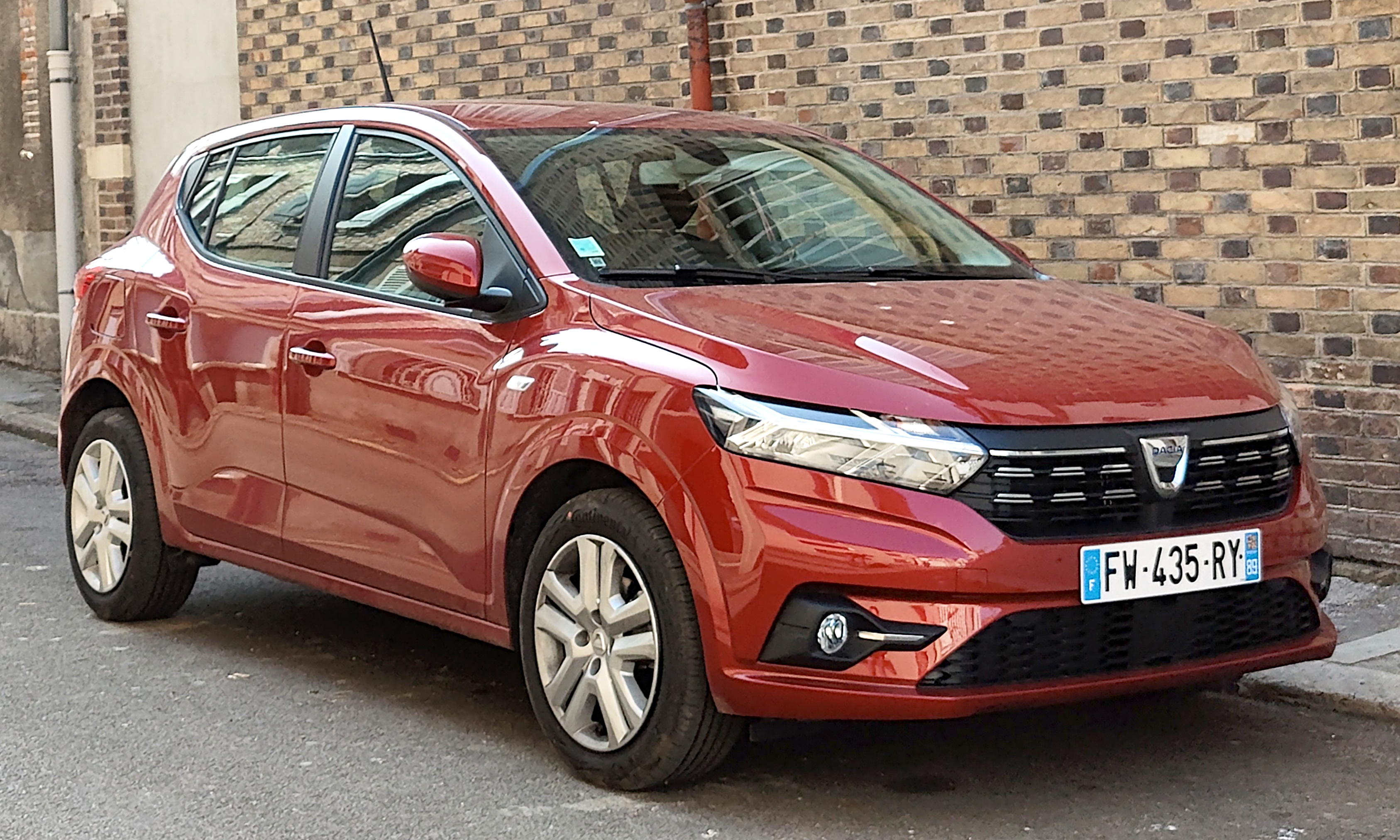
Dacia Sandero
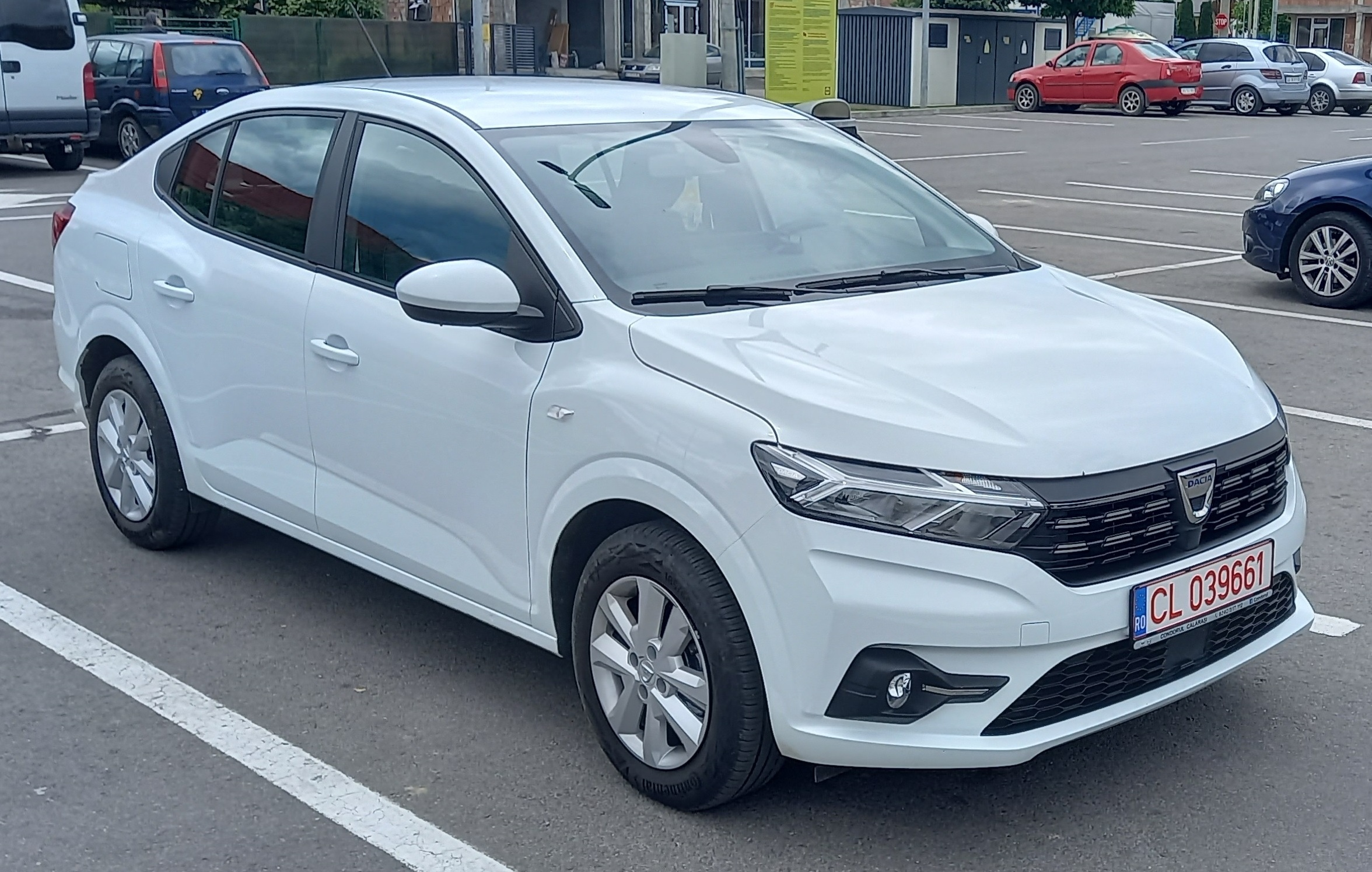
Dacia Logan
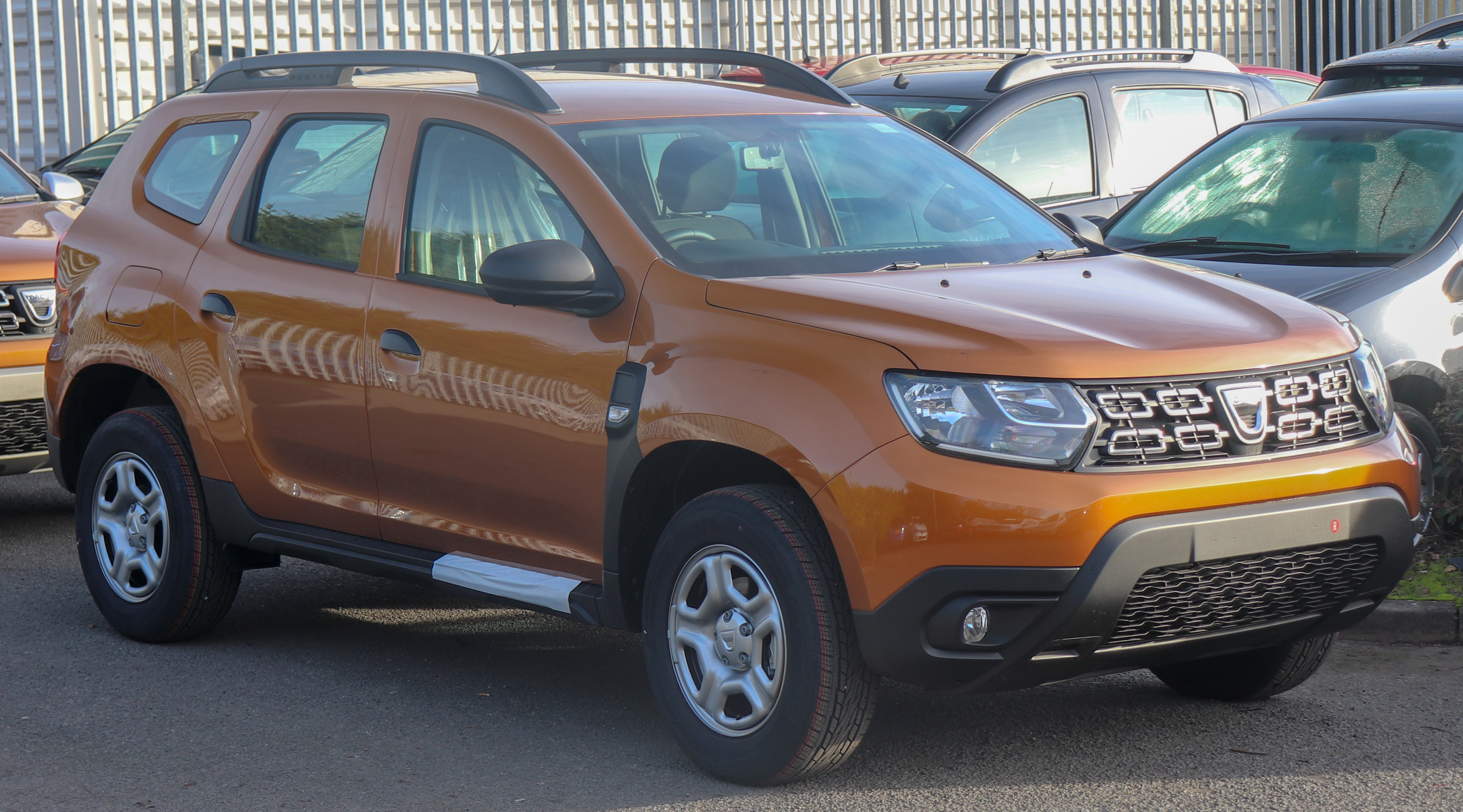
Dacia Duster
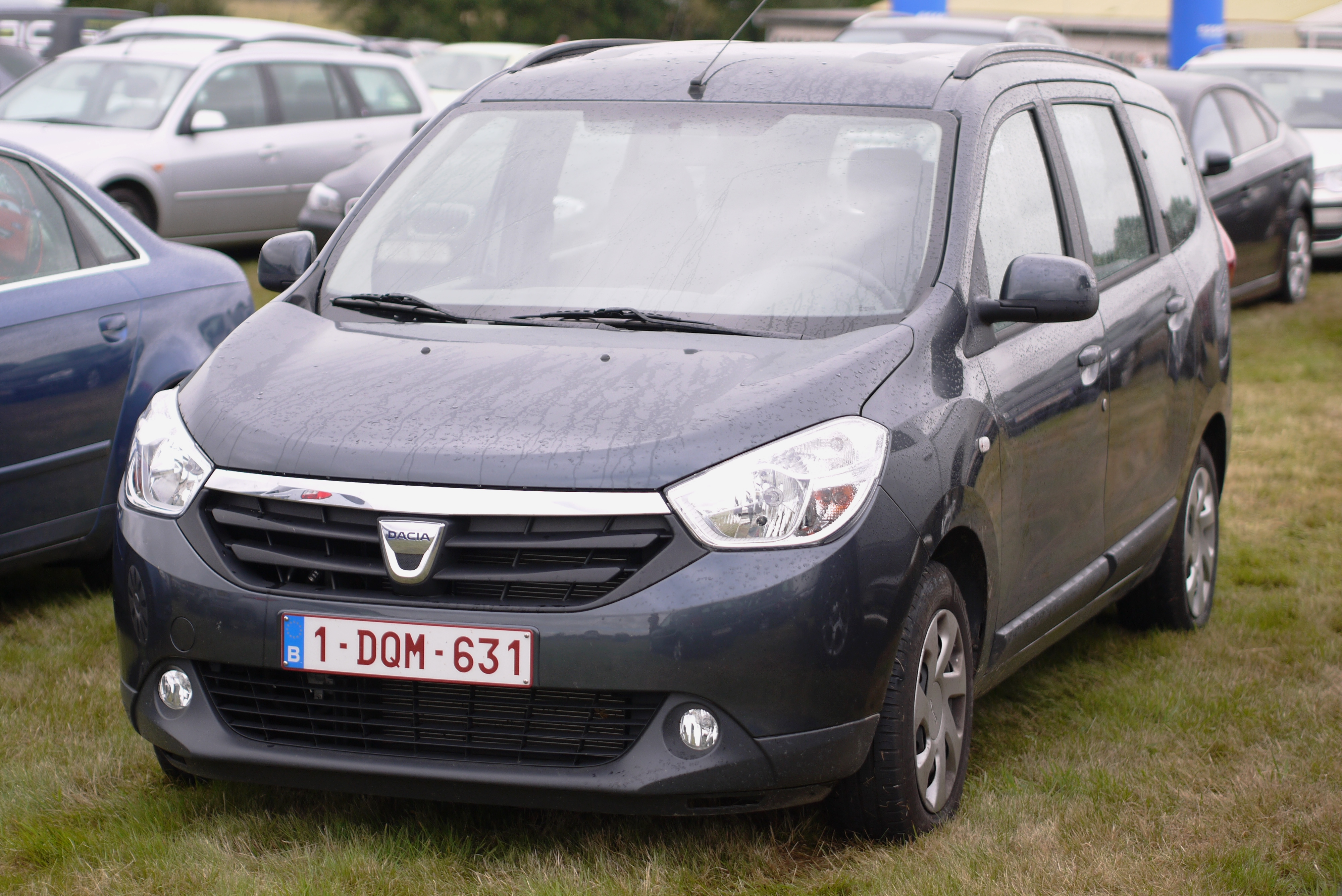
Dacia Lodgy
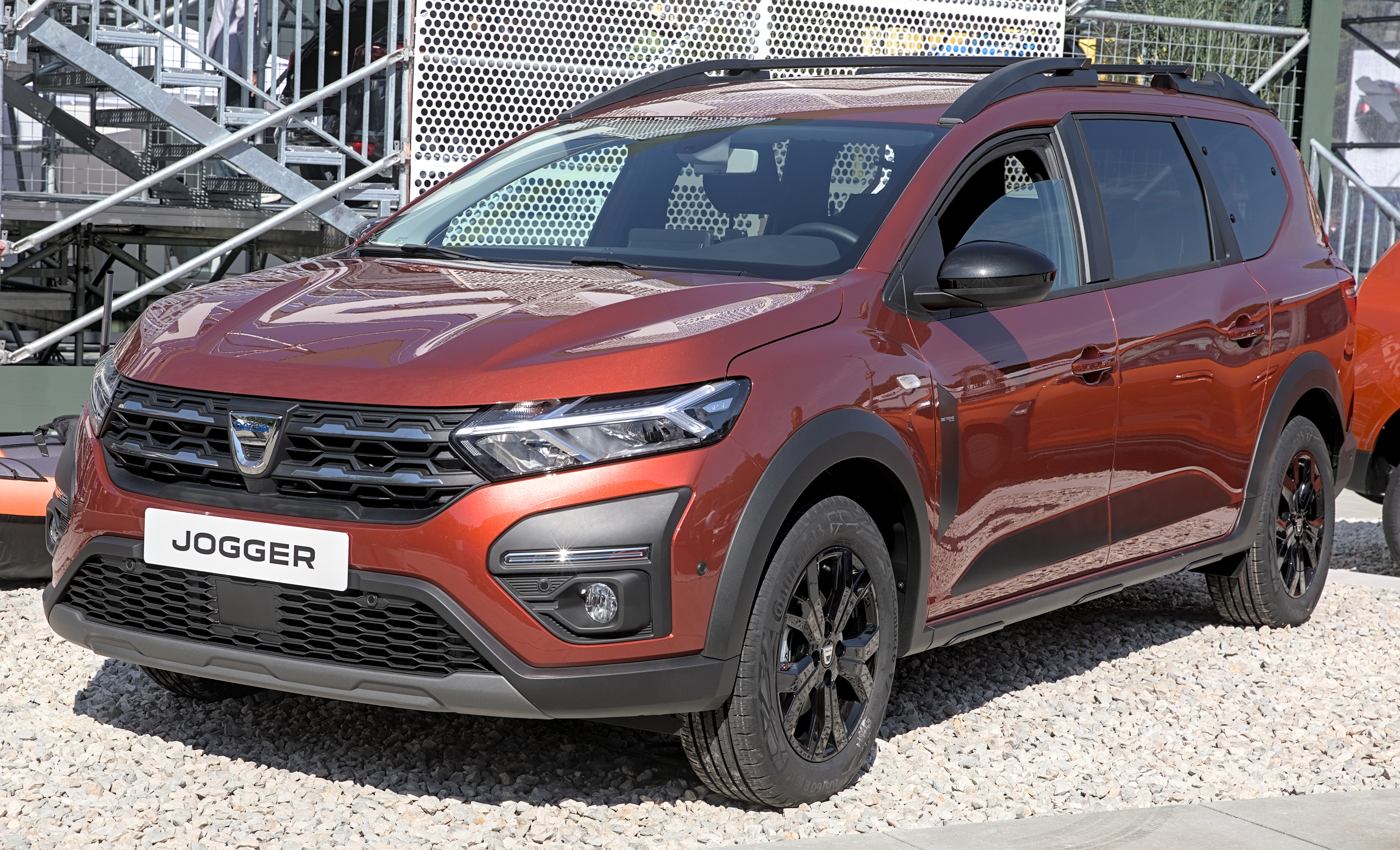
Dacia Jogger
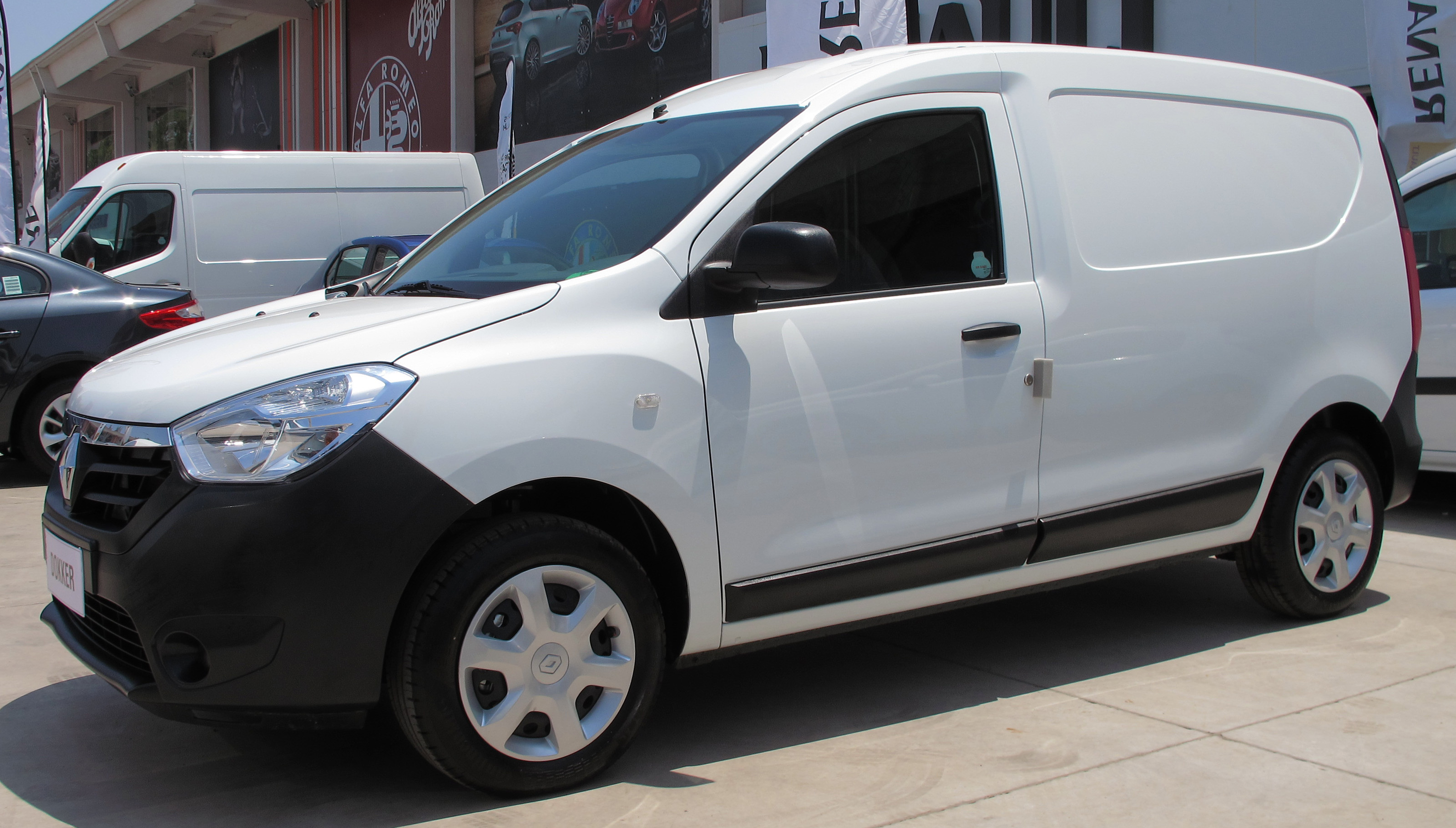
Dacia Dokker

## Starší modely
- Dacia 1100 (1968–1971)
- Dacia 1300 (1969–1983) / Dacia Denem (ve Velké Británii)
- Dacia 1310 (1983–2004)
- Dacia 1210 (1984–2004)
- Dacia 1301 (1970–1974)
- Dacia 1302 (1975–1983)
- Dacia 1304 (1983–2006)
- Dacia 1305 (1985–2006)
- Dacia 1307 (1992–2006)
- Dacia 1309 (1992–1997)
- Dacia Sport 1310 coupe (1983–1992)
- Dacia 1410
- Dacia 2000
- Dacia D6 (1974–1977)
- Dacia Duster/ARO 10 (1985–2005)
- Dacia 500 (Lăstun)
- Dacia Gamma
- Dacia 1320 hatchback (1988–1991)
- Dacia Liberta hatchback (1990–1996)
- Dacia Nova (1995–2000)
- Dacia SuperNova (2000–2003)
- Dacia Solenza (2003–2005)